# 穴水銀行
株式会社穴水銀行（あなみずぎんこう）は、かつて存在した日本の銀行。
本店は石川県鳳至郡穴水町字大町二の18番地に存在した。株式会社北國銀行の前身行の1つであり、当時の本店所在地には現在も北國銀行穴水支店が置かれている。

## 概要
1900年（明治33年）7月25日、鳳至郡穴水村の阿良田六右衛門らにより株式会社穴水銀行が設立される。1932年（昭和6年）11月25日には、株式会社中居銀行（本店：鳳至郡中居村）を合併した。
1938年（昭和13年）9月10日、株式会社田鶴浜銀行（本店：鹿島郡和倉町）、株式会社宇出津銀行（本店：鳳至郡宇出津町）、株式会社能登銀行（本店：鹿島郡七尾町）、株式会社能登部銀行（本店：鹿島郡能登部町）、株式会社能州銀行（本店：鹿島郡和倉町）、株式会社穴水銀行（本店：鳳至郡穴水町）、株式会社七尾商工銀行（本店：鹿島郡七尾町）の7行が合併し、株式会社能和銀行発足。

## 沿革
- 1900年（昭和33年）7月25日 - 穴水銀行設立。資本金5万円。頭取に阿良田六右衛門が就任。
- 1904年（明治37年）1月5日 - 資本金を10万円に増額[3]。
- 1913年（大正2年）2月16日 - 資本金を20万円に増額[4]。
- 1916年（大正5年）6月27日 - 阿良田六右衛門頭取死去[5]。
- 1917年（大正6年）2月16日 - 櫛比支店設置[6]。
- 1917年（大正6年）7月 - 吉村覚右衛門が頭取に就任。
- 1920年（大正9年）1月21日 - 資本金を50万円に増額[7]。
- 1920年（大正9年）2月18日 - 輪島支店設置[8]。
- 1922年（大正11年）5月16日 - 南北支店、曽良支店、黒島支店、皆月支店設置[9]。
- 1922年（大正11年）12月22日 - 宇出津支店設置[10]。
- 1930年（昭和5年）1月1日 - 門前町町制施行により、櫛比支店を門前支店に改称。
- 1930年（昭和5年）7月21日 - 曽良支店廃止[11]。
- 1931年（昭和6年）11月25日 - 株式会社中居銀行を合併。旧中居銀行本店に中居支店を設置、三井出張所と山田出張所を継承。合併により資本金を65万円に増額[2]。
- 1932年（昭和7年）3月31日 - 皆月支店廃止[12]。
- 1932年（昭和7年）7月31日 - 南北支店廃止[13]。
- 1934年（昭和9年）5月14日 - 黒島支店移転[14]。
- 1935年（昭和10年）3月27日 - 三井出張所廃止[15]。
- 1935年（昭和10年）5月15日 - 黒島支店を黒島出張所に変更[16]。
- 1938年（昭和13年）9月10日 - 能登地区7銀行の合併による能和銀行設立に伴い解散。

## 店舗
解散当時存在した店舗のうち、本店、中居支店、輪島支店、門前支店、黒島出張所はそれぞれ、能和銀行穴水支店、同中居出張所、輪島支店馬場出張所、門前支店、同黒島出張所として継承された。これらの店舗は、1943年発足の北國銀行にも継承された。このうち、現在も北國銀行の支店として存続しているのは、穴水支店と門前支店（移転）のみである。
- 本店 - 鳳至郡穴水町字大町ニの18番地（現・北國銀行穴水支店）
- 輪島支店 - 鳳至郡輪島町字河井町二部111番地の2
- 門前支店 - 鳳至郡門前町字清水1の2番地（跡地は現在、衣料品店のむらや）
- 中居支店 - 鳳至郡住吉村字中居ヲの10番地（旧中居銀行本店）
- 宇出津支店 - 鳳至郡宇出津町ウ字113番地
- 黒島出張所 - 鳳至郡黒島村ロの94番地 ※国指定重要文化財旧角海家住宅の「店の間」に設置されていた （1934年移転前の黒島支店は黒島村ロの116番地に所在）
- 松波出張所 - 珠洲郡木郎村

### 廃止された店舗
- 曽良支店 - 鳳至郡兜村字曽良への52番乙地
- 皆月支店 - 鳳至郡七浦村字皆月二の41番地
- 南北支店 - 鳳至郡南北村大字比良リの25番地
- 諸橋出張所 - 鳳至郡諸橋村（1922年開設、1927年頃廃止[17]）
- 三井出張所 - 鳳至郡三井村（旧中居銀行三井出張所）
- 山田出張所 - 鳳至郡鵜川村（旧中居銀行山田出張所）